# Heribert Hölz
Heribert Hölz (* 9. Oktober 1942 in Duisburg; † 8. Dezember 2023 in Neukirchen-Vluyn) war ein deutscher Entwicklungshelfer, der sich für die Verbesserung der Lebenssituation von Menschen in Bosnien einsetzte. Seit 1973 lebte er in Neukirchen-Vluyn.

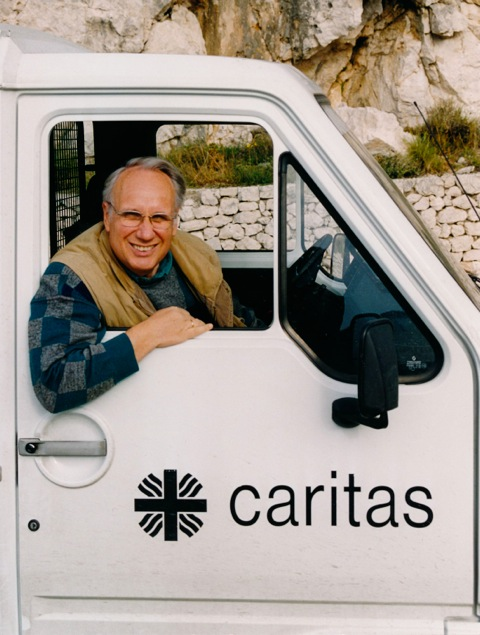
Heribert Hölz in einem Hilfstransporter der Caritas

## Einsatz für die Bosnienhilfe
„Als sich im Jahre 1991 auf dem Balkan der Krieg abzeichnete und die Bilder über das Fernsehen in die Wohnungen kamen, wollte ich unbedingt den bedrängten Menschen helfen. Ich wusste aus eigenem Erleben, was Not heißt. Im Februar 1992 bin ich dann zum ersten Male in den Krieg gefahren. Ich habe eine Reihe brenzliger Situationen überstanden und das Grauen erlebt. Inzwischen bin ich im Sommer dieses Jahres zum 72. Male auf dem Balkan gewesen, wo Menschen immer noch unbedingt Hilfe benötigen, weil der Staat total versagt“, so beschreibt Hölz selbst in seinen 2012 im Anno-Verlag erschienenen Memoiren seine Motivation, sich für Bosnien zu engagieren. Hölz, der 1968 für die Caritas Duisburg tätig wurde, sah im Sommer 1991 die Bilder des Bosnienkrieges im Fernsehen. „Das war aber kein Film, das war Wirklichkeit, das war blutige Realität“, so Hölz in seiner Erinnerung.
Hölz fährt seitdem regelmäßig auf den Balkan und hat inzwischen rund 2,5 Millionen Euro für die unter Armut leidenden Menschen gesammelt. Darüber hinaus hat er mehrere Projekte zur Selbsthilfe gestartet und daran selbst großen Anteil genommen. So hat er gemeinsam mit seiner Frau Ursula seit Mitte der 90er Jahre über 50.000 Gläser mit selbst gemachter Marmelade produziert und für die Bosnienhilfe verkauft. Von dem Verkaufserlös wird vor allem eine Suppenküche im bitterarmen Zenica finanziert.
Zudem begründete Hölz eine Kleinbauerngenossenschaft in Fojnica, sorgte dafür, dass pflegebedürftige Menschen im Umland von Banja Luka ambulant gepflegt werden und half beim Bau eines Kindergartens sowie einer Sozialstation der Caritas in Sarajevo mit.

## Auszeichnungen
Bei einer überregionalen Aktion der Rheinischen Post wurde Heribert Hölz 2011 in Moers zu „unserem Besten“ gewählt. 2011 wurde Hölz zudem Bürger des Jahres in Duisburg. 2008 wurde dem Ehepaar Hölz von der Caritas in Bosnien als Dank für das Engagement ein Denkmal gesetzt.
Ursula Hölz wurde für ihr Engagement für die Bosnienhilfe das Bundesverdienstkreuz verliehen. Heribert Hölz trägt die Verdienstmedaille.

## Leben
Heribert Hölz wuchs in Duisburg-Hochfeld auf und wurde hier schon früh Mitglied der katholischen Jugendbewegung. 1967 bestand er die Prüfung zum Sozialarbeiter an der Höheren Fachschule für Sozialarbeit in Essen. Am 29. Januar 1971 heiratete Hölz Ursula Kloe. Gemeinsam haben sie zwei Töchter. Seit Oktober 2007 war Hölz in Rente, arbeitete aber weiter für die Bosnienhilfe der Caritas Duisburg. Am 8. Dezember 2023 starb Hölz im Alter von 81 Jahren. Er wurde in Neukirchen-Vluyn bestattet.

## Schriften
- Von Lebertran bis Slivovic. Vom Kriegskind zum Bosnienhelfer. Anno-Verlag, Rheinberg 2012, ISBN 978-3-939256-06-9 (Autobiographie)
- Gelebtes Leben – Autobiografisches in heiteren Reimen und Versen. Anno-Verlag, Ahlen 2020, ISBN 978-3-939256-93-9 (Autobiographie)